# Ganshoren
Ganshoren (fr.) i (niz.) je jedna od 19 dvojezičnih općina u Regiji glavnoga grada Bruxellesa u Belgiji.
Graniči s briselskim općinama Jette, Koekelberg i Berchem-Sainte-Agathe, te s flamanskom općinom Asse.
Ova malena općina je sve do 1954. pripadala nizozemsko govorećem dijelu Brabantske pokrajine.

## Vanjske poveznice
- (fr.) (nizoz.) Službena stranica općine